# موسى خان (الدولة الإلخانية)
موسى خان (الفارسية: موسى خان) كان إلخانًا [الإنجليزية] لمدة 4 أشهر.

## الحُكم
كان حفيد بايدو. بعد تأمين حياد الشيخ حسن، ذهب راعي موسى علي بادشاه [الإنجليزية] لمحاربة أربا كون في سهول جاغاتو بالقرب من مراغة، وبلغت الحرب ذروتها في معركة جاغاتو [الإنجليزية] في 29 نيسان 1336 م. كان جيش أربا بقيادة 60 أُمرة، أبرزهم الحاج تاغاي (ابن سوتاي، حاكم ديار بكر، من أويرات)، والقائد الأويغوري أوغرونش، وتوروت (ابن ناري وقريب نارين تاغاي)، وأورتوق شاه (ابن ألغو) وسورغان سيرا بن جوبان. ولكن سرعان ما انشق بعض الأمراء، مثل محمود بن أسن قتلوغ وسلطان شاه نيكروز، وانضموا إلى جانب علي بادشاه. كانت المعركة بمثابة هزيمة لأربا وسرعان ما قُبض عليه في سلطانية وقُتل.
وبعد ذلك، نُصب موسى على العرش باعتباره الإلخان الجديد، في الواقع كان دمية في يد علي بادشاه. في هذه الأثناء، ذهب أنصار أربا كون، وبالتحديد الحاج تاغاي، إلى حسن بزرك الجلائري، الذي قام بدوره بتربية أمير برجي آخر، هو بير حسين باعتباره الإلخان في 20 تموز 1336 م. غير سورجان سيرا الجوباني موقفه مرة أخرى وانضم إلى الجلائريين في معركة قره درة [الإنجليزية] بالقرب من وان. انضمت أيضًا فرقة جورجية بقيادة أميرجامبار الأول باناسكيرتيلي [الإنجليزية]، دوق تاو، إلى المعركة على الجانب الجلائري. على الرغم من هزيمة قوات علي بادشاه لحاجي طاغاي وهزيمة أوجرونش لسورغان، إلا أن موسى كان يقف في الوسط وتعرّض لهزيمة ساحقة. ونتيجة لذلك، خسروا المعركة وقُبض على علي بادشاه وأُعدم بينما أُجبر موسى على الفرار في 24 تموز 1336 م.
على الرغم من خسارته لراعيه، لم يتخل موسى عن مطالبه بالإلخانية وتراجع إلى بغداد، ثم انضم لاحقًا إلى قوات طغا تيمور [الإنجليزية] في حزيران 1337 واحتل سلطانية. ومع ذلك، سرعان ما قُبض عليه من الأمير قره حسن وقُتل في 10 تموز 1337 م.